# تنبؤ (رواية)

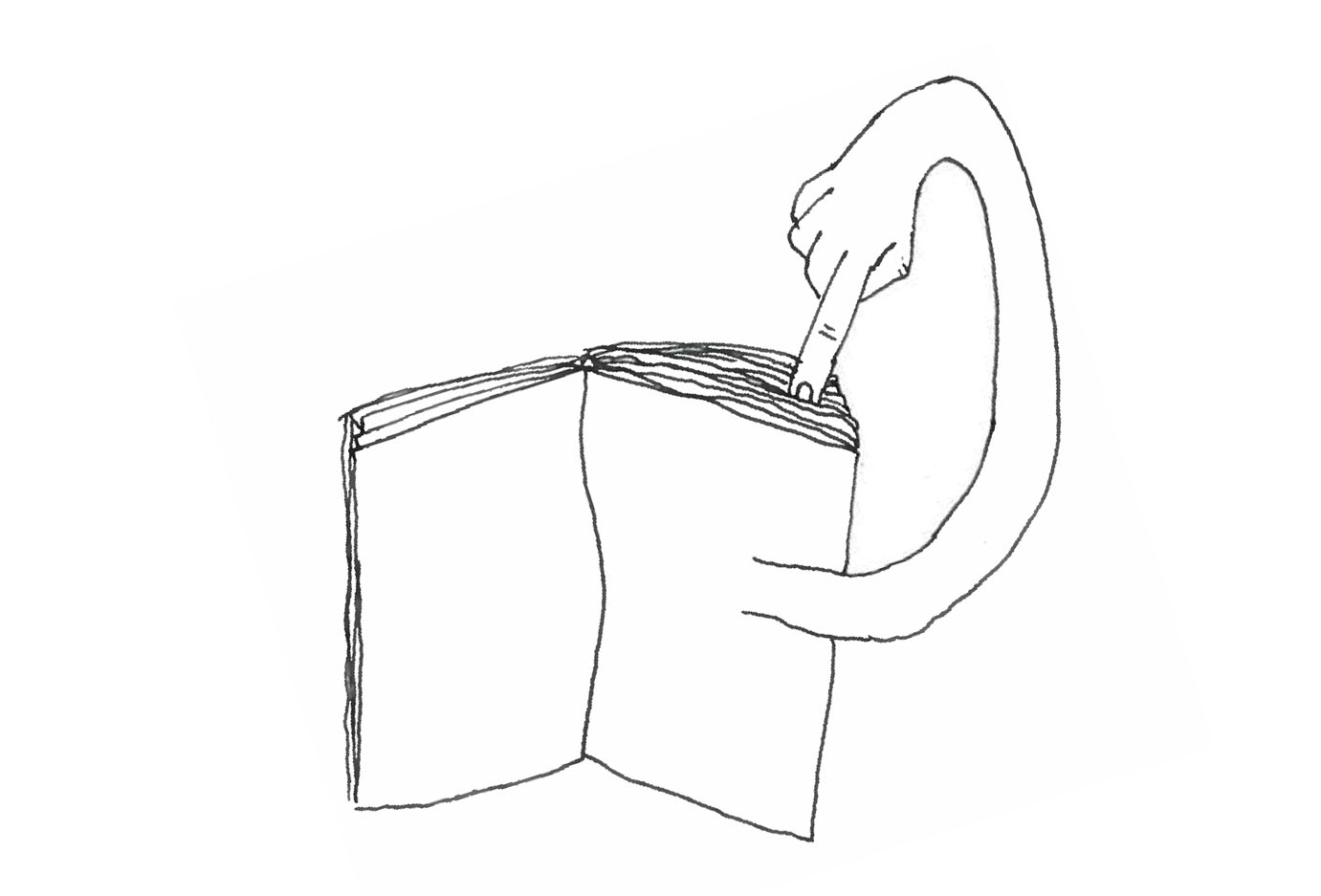
التفكير في الجزء الذي تم الإطلاع عليه للتنبؤ بما سيحدث في باقي الأجزاء..

التلميح (التنبؤ في الرواية) هو أداة سردية يقدم فيها الراوي تلميحًا مسبقًا لما سيأتي لاحقًا في القصة. غالبًا ما يظهر التلميح في بداية القصة، ويساعد في تطوير أو تحريف توقعات الجمهور حول الأحداث القادمة.
يمكن للكاتب استخدام التلميح بطرق مختلفة مثل حوارات الشخصيات، وأحداث الحبكة، وتغيرات في المكان. حتى عنوان العمل أو الفصل يمكن أن يكون بمثابة تلميح لما سيحدث. يُخلق التلميح في الرواية أجواءً من الترقب في القصة، مما يجعل القراء مهتمين ويرغبون في معرفة المزيد.
تُستخدم هذه الأداة الأدبية بشكل عام لبناء الترقب في أذهان القراء حول ما قد يحدث بعد ذلك لإضافة توتر درامي إلى القصة. علاوة على ذلك، يمكن أن يجعل التلميح الأحداث غير العادية والغريبة تبدو مقبولة، ويمكن التنبؤ ببعض الأحداث بحيث يشعر الجمهور أنه قد توقعها مسبقاً.
يمكن أن تكون التلميحات حول الأحداث المستقبلية، وكشف الشخصيات، والتقلبات في الحبكة لخلق الجو، ونقل الموضوع، وبناء التوتر، عادةً للتلميح إلى الأحداث الجيدة التي من المحتمل أن تواجهها أو تحدث للشخصية الرئيسية لاحقاً.
يمكن أن تتأخر الحبكة بسبب المواقف أو الأحداث لإعطاء الانطباع بأن شيئاً هاما سيحدث لبناء الترقب وتأكيد أهميته، مما يثير سلسلة من الأسئلة لدى الجمهور، خاصة بعد نهاية مشوقة.
غالباً ما يتم تكييف هذه الأداة الأدبية لاستخدامها من قبل ملحني الموسيقى المسرحية في تأليف الأوبرات، والمسرحيات الموسيقية، والبرامج الإذاعية، والأفلام، والمسلسلات التلفزيونية، والألعاب الإلكترونية، والبودكاست، والموسيقى التصويرية على الإنترنت، والموسيقى المصاحبة للإنتاجات المسرحية الحوارية.